# Can Betlem
Can Betlem és un edifici noucentista de Banyoles (Pla de l'Estany) inclosa a l'Inventari del Patrimoni Arquitectònic de Catalunya.

## Descripció
Habitatge unifamiliar de planta rectangular amb planta baixa i pis. Una àmplia terrassa plana habilita el sostre com a zona de sojorn. Al centre d'aquesta emergeix una gran torre quadrada. Tant aquesta com la terrassa disposen d'una barana de balustres. Amb ella tenim un dels múltiples elements de caràcter classicista que s'observen a l'arquitectura: columnes als costats de les finestres i un frontó a la porta d'entrada constitueixen la resta. L'edifici manté unes característiques estilístiques pròpies d'un noucentisme tardà, habitual en molts dels arquitectes dels anys 30 i 40 que no van militar en el moviment racionalista. En aquest cas un paral·lel proper trobem la Casa Masgrau de la Torre, que s'aixeca enfront mateix i també pertany a la producció de Francesc Figueres. La diferència essencial, però, està en el fet que a Cant Betlem l'arquitecte banyolí ha optat per un noucentisme d'arrel renaixentista (de forma semblant a com s'adaptà a l'habitatge de Can Gussinyà).